# Herbert Kundler
Herbert Kundler (* 5. November 1926 in Düsseldorf; † 19. Oktober 2004 in Berlin) war geschäftsführender Intendant und langjähriger Programmdirektor des RIAS Berlin sowie Professor an der Freien Universität Berlin.

## Leben
Herbert Kundler kam als Sohn des Rechtsanwaltes Wilhelm Kundler und dessen Ehefrau Elly, geborene Frankenberg, in Düsseldorf zur Welt. Seit 1932 lebte die Familie in Berlin. Vor Kriegsende verbarg sich Herbert Kundler in Berlin, um nicht wegen seiner jüdischen Herkunft verhaftet und in ein Lager eingewiesen zu werden.
Ab 1947 studierte Herbert Kundler Jura in Berlin, Heidelberg und Harvard. Herbert Kundler begann seine journalistische Tätigkeit als freiberuflicher Redakteur und Reporter im Studio der Landeshauptstadt des Hessischen Rundfunks. Nach einem Volontariat beim Time Magazine in New York und Washington kam er im Anschluss seines Studiums in Harvard durch seinen Schulfreund Gerhard Löwenthal 1951 zum RIAS Berlin. Mehr als 30 Jahre gehörte er zu den ideenreichsten Programmchefs des deutschen Rundfunks. Als Intendant und Programmdirektor des RIAS Berlin von 1961 bis 1992 hat er mehr als jeder andere die Radiolandschaft in Berlin geprägt, entwickelt und innovativ ausgestaltet. In dieser Zeit ist er Mitglied der ARD-Kommission für Neuentwicklungen, der Medienforschungskommission für Fortbildung der Programmkräfte von ARD und ZDF sowie der Kommission für Investitionen und Rationalisierung.
Seit 1979 ist Kundler Honorarprofessor im Fachbereich Kommunikationswissenschaften der Freien Universität gewesen und konnte so hunderten von Studenten aus erster Hand das Mediengeschehen naheführen. Aufgrund seines herausragenden Engagements im Bereich der ernsten Musik wurde Kundler zum Ehrenmitglied des Radio-Symphonie-Orchesters Berlin ernannt. Neben seinen wissenschaftlichen und literarischen Interessen hat sich Kundler auch als Chef-Producer durch über zwanzig Fernseh-Koproduktionen mit NDR und ZDF und durch zahlreiche Großveranstaltungen einen Namen gemacht.
Kundler hat zahlreiche Hörfunk-Reihen, Dokumentarfilme und Filmdrehbücher geschrieben, die bis heute bekannte und vielbeachtete Dokumente ihrer Zeit sind. Hierzu gehört sein 1953 im Auftrag Ernst Reuters geschriebener Dokumentarfilm Berlin, Insel der Hoffnung oder das gemeinsam mit dem Kabarettisten Wolfgang Neuss geschriebene Drehbuch zu dem berühmten Film Wir Kellerkinder. Internationale Betrachtung fand sein Drehbuch Sternstunden – Hoppla wir leben im Rahmen der 750-Jahr-Feier Berlins. Diese Revue wurde unter der Siegessäule live vom ZDF übertragen. Neben seinen zahlreichen Auszeichnungen zählten 1987 das Verdienstkreuz I. Klasse der Bundesrepublik Deutschland und das vom Bundespräsidenten 1992 verliehene Große Verdienstkreuz für herausragende Leistungen um die Rundfunk- und Medienlandschaft. 

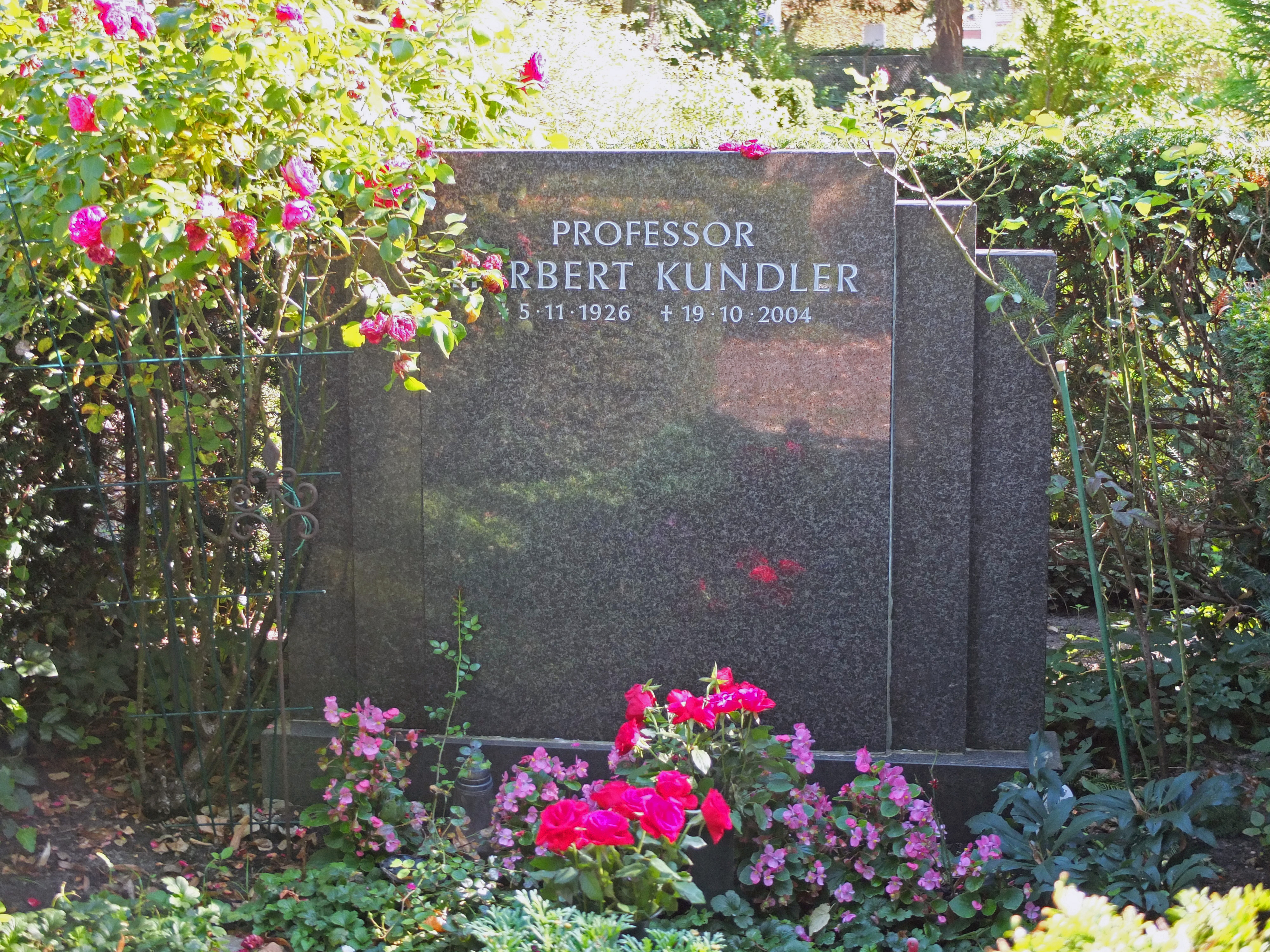
Das Grab von Herbert Kundler auf dem Friedhof Zehlendorf

Herbert Kundler verstarb, zwei Wochen vor seinem 78. Geburtstag, am 19. Oktober 2004 an einem Krebsleiden. Sein Grab befindet sich auf dem Friedhof Zehlendorf. (Feld 017-548)

## Schriften
- RIAS Berlin. Eine Radiostation in einer geteilten Stadt. 2. Aufl. Berlin: Dietrich Reimer, 2002, ISBN 3-496-02536-0
- Schatten auf dem Bilde Emil Dovifats. in: Emil Dovifat / Bernd Sösemann / Gudrun Stöber (Hrsg.): Emil Dovifat. Studien und Dokumente zu Leben und Werk. de Gruyter Berlin u. a. 1998 S. 289 ff.